# Carol II av Rumänien
Carol II, född 15 oktober 1893 i Sinaia, Rumänien, död 4 april 1953 i Estoril, Portugal, var kung av Rumänien 1930-1940. Brorsonson till Carol I av Rumänien; son till Ferdinand I av Rumänien och Marie av Edinburgh. 

## Biografi
Carol gifte sig 1918 med dottern till en rumänsk general, Zizi Lambrino. Sedan detta äktenskap hade upplösts gifte han 1921 om sig med Helena av Grekland, men inledde några år senare ett förhållande med Elena (Magda) Lupescu, gift med en av Carol II:s bästa vänner, kapten Tâmpeanu. Hon begärde skilsmässa från sin make och återtog sitt flicknamn.
Carol och madame Lupescu for till Milano och Carol skrev ett brev till sin far, kung Ferdinand I, där han bad att få skilja sig från sin hustru samt avstod från tronföljden. Den 4 januari 1926 utsågs i stället sonen Michail till tronarvinge efter fadern. Paret bosatte sig i Paris där Carol levde under täcknamnet Carol Caraiman. 
När Ferdinand I avled 1927 blev Carols son kung av Rumänien som Mikael I. Eftersom Mikael var endast 6 år gammal, tillsattes en förmyndarregering under ledning av Mikaels farbror Nicolas. 
1927 avled Ionel Brătianu som varit en av Carols främsta motståndare i Rumänien, och 1928 förlorade det liberala partiet makten till det nationella bondepartiets Iuliu Maniu, och efter förhandlingar med denne fick Carol i juni 1930 samtycke att återvända till Rumänien och övertog kungavärdigheten från sin minderårige son. Den rojalistiska opinionen hade förgäves hoppats på en försoning mellan Carol och Helena. Carol upprätthöll dock sin förbindelse med Magda Lupescu. Han försökte vinna över sina gamla fiender i det liberala partiet för en nationell samlingspolitik men misslyckades. Carol visade tidigt en benägenhet för att regera personligen och att spela ut partier och politiker mot varandra och bröt 1933 med Iuliu Maniu. Den fascistiska och antisemitiska rörelsen Järngardet som nu var på frammarsch, försökte Carol blidka med eftergifter, men kritiken mot regimen fortsatte och riktades även mot kungens privatliv, att hans älskarinna Magda Lupescu var av judisk börd bidrog till missnöjet. Då det inrikespolitiska läget blev alltmer spänt och förvirrat, gjorde Carol 1938 en statskupp, upplöste samtliga partier och utfärdade en ny, auktoritär författning. Ett enhetsparti bildades under namnet Nationella pånyttfödelsens front. Kungens personliga makt stärktes betydligt. Järngardet förbjöds och förföljdes men gick under jorden. Carol orienterade Rumänien närmare Tyskland men var fortsatt angelägen att hos västmakterna hitta en motvikt till det tyska inflytandet. På grund av Molotov–Ribbentrop-pakten och de framtvingade landavträdelserna till Sovjetunionen, Ungern och Bulgarien stärktes fascismen i Rumänien och Carol såg tvingad att närma sig Tyskland. I september 1940 tvingades han abdikera till förmån för sin son Mikael, två dagar efter att general Ion Antonescu i spetsen för en militärjunta tagit över makten.
Carol och Magda Lupescu mer eller mindre slängdes ut från Rumänien.
Under de följande krigsåren vistades Carol i flera länder, bland annat i USA. År 1947 gifte han sig i Brasilien med Magda Lupescu och bosatte sig därefter i Estoril i Portugal.

## Äktenskap och barn
Gift med 1 (31 augusti 1918; morganatiskt; äktenskapet upplöstes 1920):
- Joanna Marie Lambrino (1896-1953)

Barn:
1. Mircea Gregoire (Carol Lambrino) (född 8 januari 1920, död 27 januari 2006)

Gift med 2) (1921; skilsmässa 1928)
- Helena av Grekland (1896-1982; dotter till kung Konstantin I av Grekland)

Barn:
1. Mikael I av Rumänien (född 25 oktober 1921, död 5 december 2017)

Gift med 3) (1947)
- Elena (Magda) Lupescu (1895-1977)